# Håkan Westergren
Håkan Westergren, né le 29 avril 1899 et mort le 15 octobre 1981 à Stockholm, est un acteur suédois.

## Filmographie partielle
- 1927 : Hans engelska fru de Gustaf Molander
- 1929 : La Mélodie du bonheur d'Edvin Adolphson et Julius Jaenzon
- 1930 : Rien que pour elle (en) (För hennes skull) de Paul Merzbach : Sigvard
- 1930 : Fridas visor (en) de Gustaf Molander
- 1931 : Le Faux Millionnaire de Paul Merzbach
- 1931 : Röda dagen (en) de Gustaf Edgren
- 1931 : Brokiga blad (en) d'Edvin Adolphson et Valdemar Dalquist (en)
- 1933 : Vad veta väl männen? d'Edvin Adolphson
- 1935 : Swedenhielms de Gustaf Molander
- 1938 : Dollar de Gustaf Molander
- 1940 : En, men ett lejon! de Gustaf Molander
- 1941 : I natt – eller aldrig de Gustaf Molander
- 1951 : Frånskild de Gustaf Molander
- 1952 : L'Attente des femmes (Kvinnors väntan) d'Ingmar Bergman
- 1955 : Stampen  de Hans Lagerkvist (sv)